# Théophile de Donder
Théophile Ernest de Donder (1872 – 1957) fue un matemático y físico belga famoso por su trabajo de 1923 en el desarrollo entre las correlaciones entre el concepto newtoniano de afinidad química y el concepto gibbsoniano de energía libre.

## Educación
Recibió su doctorado en física y matemáticas de la Universidad Libre de Bruselas en 1899, por su tesis titulada Sur la Théorie des Invariants Intégraux (On the Theory of Integral Invariants).

## Carrera
Fue profesor entre 1911 y 1942 en la Universidad Libre de Bruselas donde continuó el trabajo de Henri Poincaré y Elie Cartan. Hasta 1914 estuvo muy influenciado por los trabajos de Albert Einstein y un fuerte proponedor de la
teoría de la relatividad. Ganó buena reputación en 1923 cuando desarrollo su definición de Afinidad química.
señaló una conexión entre la Afinidad química y la Energía libre.
Es considerado el padre de la termodinámica de procesos irreversibles.
Su trabajo fue más tarde continuado por Ilya Prigogine. De Donder fue socio y amigo de Albert Einstein.
En dos ocasiones fue candidato al premio Nobel de física.

## Libros escritos por De Donder
- Thermodynamic Theory of Affinity: A Book of Principles. Oxford, England: Oxford University Press (1936)
- The Mathematical Theory of Relativity. Cambridge, MA: MIT (1927)
- Sur la théorie des invariants intégraux (thesis) (1899).
- Théorie du champ électromagnétique de Maxwell-Lorentz et du champ gravifique d'Einstein (1917)
- La gravifique Einsteinienne (1921)
- Introduction à la gravifique einsteinienne (1925)
- Théorie mathématique de l'électricité (1925)
- Théorie des champs gravifiques (1926)
- Application de la gravifique einsteinienne (1930)
- Théorie invariantive du calcul des variations (1931)